# Municipio de Cleveland (condado de Rowan)
El municipio de Cleveland (en inglés: Cleveland Township) es un municipio ubicado en el  condado de Rowan en el estado estadounidense de Carolina del Norte. En el año 2010 tenía una población de 2.817 habitantes.

## Geografía
El municipio de Cleveland se encuentra ubicado en las coordenadas 35°44′11.5″N 80°41′20.24″O / 35.736528, -80.6889556.